# Doodshoofdaapjes
De doodshoofdaapjes (Saimiri) zijn een geslacht van zoogdieren uit de familie kapucijnapen en doodshoofdaapjes (Cebidae). De wetenschappelijke naam van het geslacht werd in 1831 gepubliceerd door Friedrich Sigmund Voigt. Zij danken hun naam aan hun gezichtstekening, die wat van een schedel weg heeft. Doodshoofdaapjes behoren tot de algemeenste apen van Latijns-Amerika. De doodshoofdaapjes worden regelmatig in een eigen onderfamilie geplaatst, de Saimiriinae, alhoewel ze ook vaak met de kapucijnapen in de onderfamilie Cebinae geplaatst worden.

## Kenmerken
Doodshoofdaapjes hebben een korte, dichte en zachte vacht. De rug, armen, handen en voeten zijn roodachtig of geel van kleur, de schouders en achterpoten zijn meer grijzig. De buikzijde is gelig of licht oker. De staart heeft een zwarte punt. De bovenkant van de kop is zwart tot grijzig van kleur, en het gebied rond de ogen en oren is wit, evenals de keel en beide zijden van de nek. De huid rond de lippen en de neusgaten is kaal en zwart van kleur. Doodshoofdaapjes worden 25 tot 36 centimeter lang, met een 35 tot 45 centimeter lange staart en een gewicht van 500 tot 1000 gram.

## Leefwijze
Doodshoofdaapjes leven in de primaire en secundaire regenwouden van Latijns-Amerika, langs rivieren of in mangroves. Ook in bosplantages komen ze voor. Het zijn dagactieve boombewoners. Soms komen ze ook op de grond. Ze bewegen zich in de bomen voort met korte sprongen van tak naar tak. Rond het middaguur houden de dieren een rustpauze.
Het zijn omnivoren, die zich voeden met vruchten, bessen, noten, zaden, knoppen, bloemen, gom, insecten, spinnen en kleine gewervelden.
Doodshoofdaapjes leven in kleine tot zeer grote groepen, bestaande uit tien tot meer dan driehonderd dieren, gemiddeld dertig à veertig dieren. Door in grote groepen te leven, zijn deze dieren veilig voor roofdieren. Ook zijn er gemengde groepen bekend met andere primatensoorten, als kapucijnapen en oeakari's. Deze groepen zijn niet territoriaal. Deze groepen bestaan weer verder uit kleinere subgroepen, die bestaan uit volwassen vrouwtjes en hun jongen of uit onvolwassen en jonge volwassen mannetjes. Tijdens de paartijd ontstaat er door middel van gevechten een hiërarchie onder de mannetjes. De dominante mannetjes mogen omgaan met vrouwtjes.

## Voortplanting
De paartijd valt in het droge seizoen. Jongen worden meestal eind juni tot begin augustus geboren, na een draagtijd van ongeveer 152 tot 172 dagen. Het ene jong weegt bij de geboorte ongeveer honderd gram. Direct na de geboorte klampt het zich vast aan de rug van zijn moeder. Mannetjes zorgen niet voor de jongen. Andere vrouwtjes dan de moeder, behorende tot dezelfde subgroep, zullen het jong wel dragen en in de gaten houden als de moeder aan het foerageren is. Vaak is dit de grootmoeder van het jong, of een vrouwtje zonder eigen jongen. Het jong is na een jaar onafhankelijk. Vrouwtjes zijn na drie jaar geslachtsrijp, mannetjes na vijf jaar. Ze kunnen tot dertig jaar oud worden in gevangenschap.

## Taxonomie
Er worde acht soorten tot dit geslacht gerekend.
- Geslacht: Saimiri (Doodshoofdaapjes)
  - Soort: Saimiri boliviensis – Boliviaans doodshoofdaapje
  - Soort: Saimiri cassiquiarensis
  - Soort: Saimiri collinsi
  - Soort: Saimiri macrodon
  - Soort: Saimiri oerstedii – Geel doodshoofdaapje
  - Soort: Saimiri sciureus – Grijsgroen doodshoofdaapje
  - Soort: Saimiri ustus – Goudrugdoodshoofdaapje
  -  Soort: Saimiri vanzolinii – Zwart doodshoofdaapje

Antillothrix bernensis, een uitgestorven West-Indische aap uit Hispaniola, werd oorspronkelijk ook in dit geslacht geplaatst (Saimiri bernensis), maar waarschijnlijk is hij niet nauw verwant aan de doodshoofdaapjes.

## Afbeeldingen

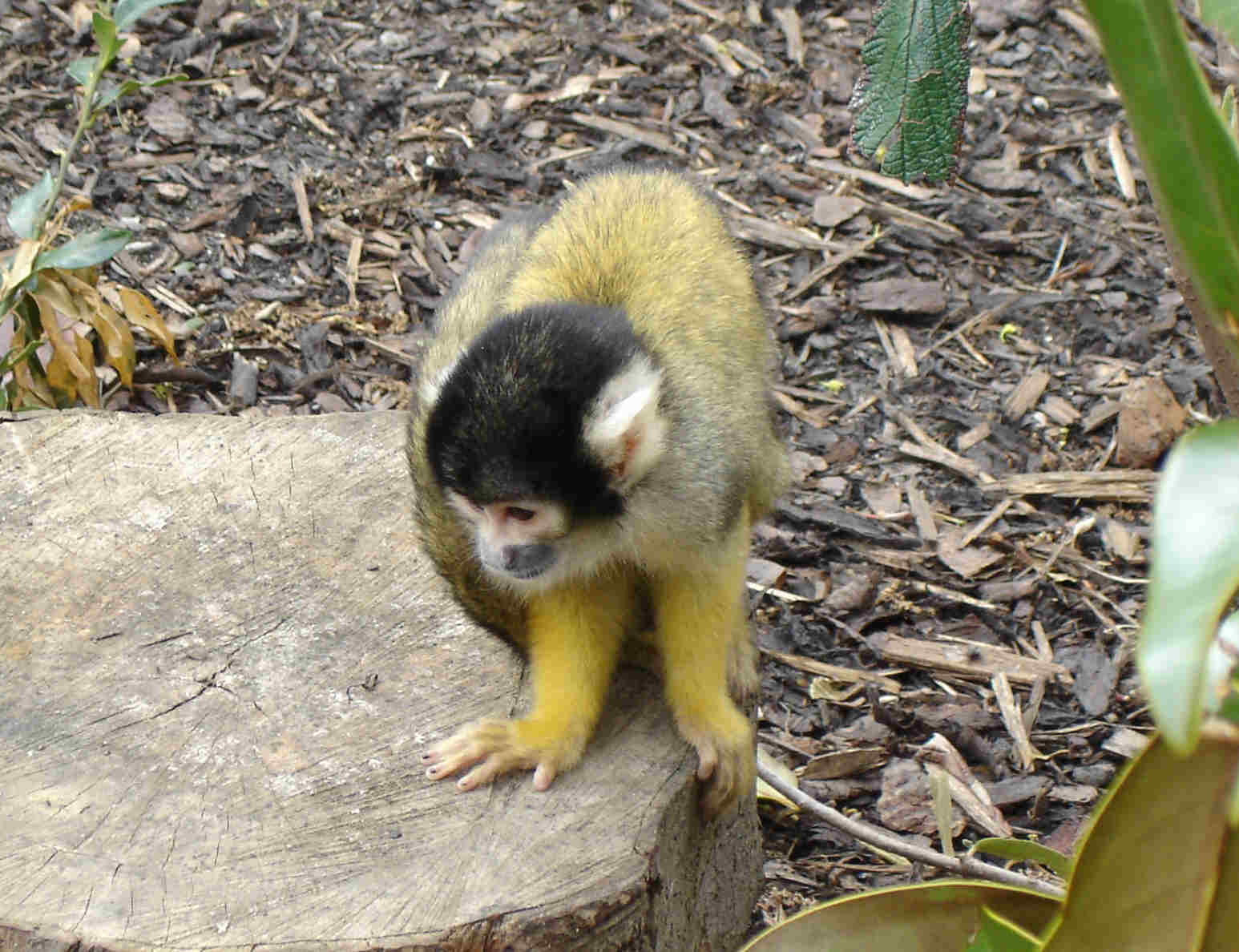
Boliviaans doodshoofdaapje (Saimiri boliviensis)
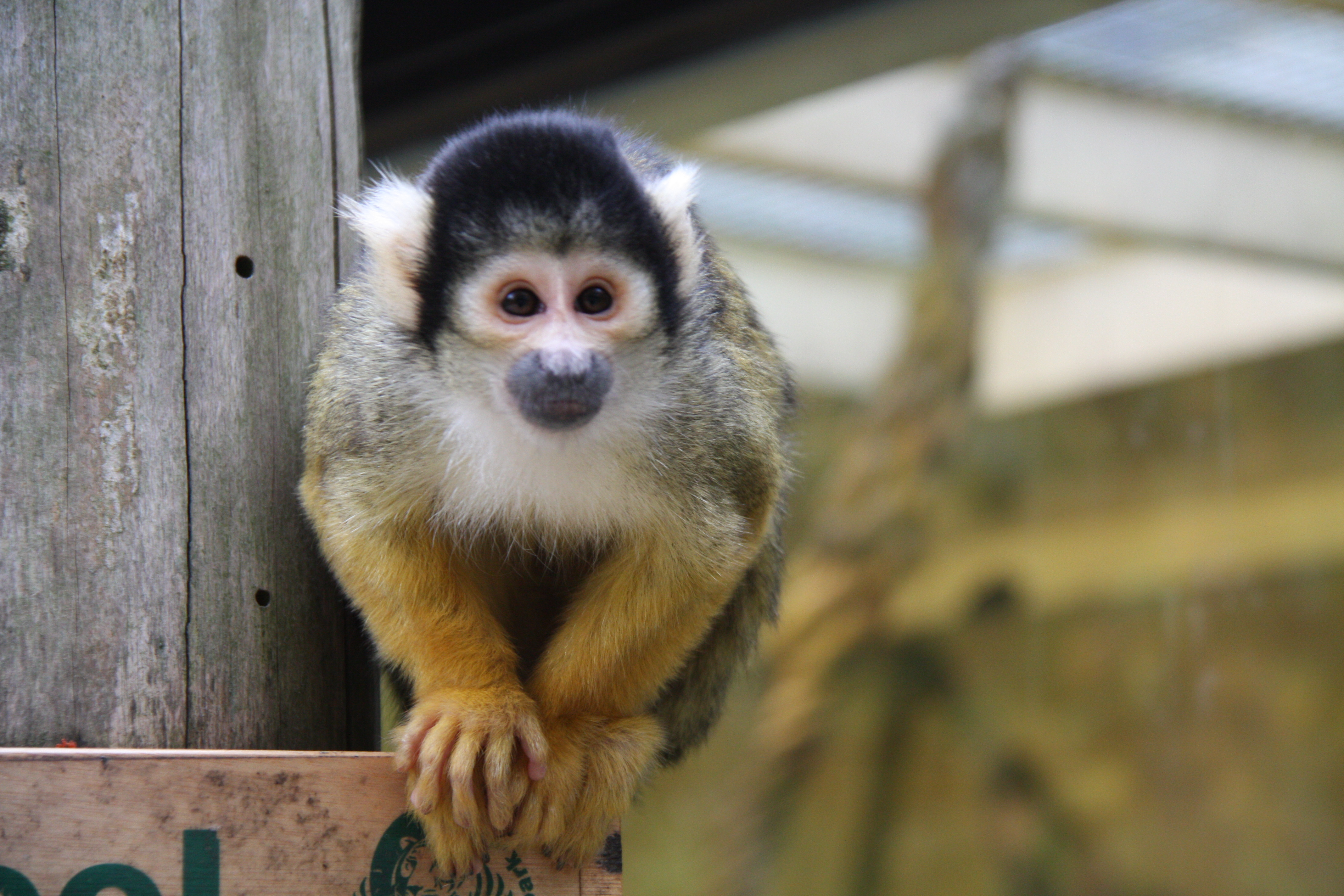
Boliviaans doodshoofdaapje
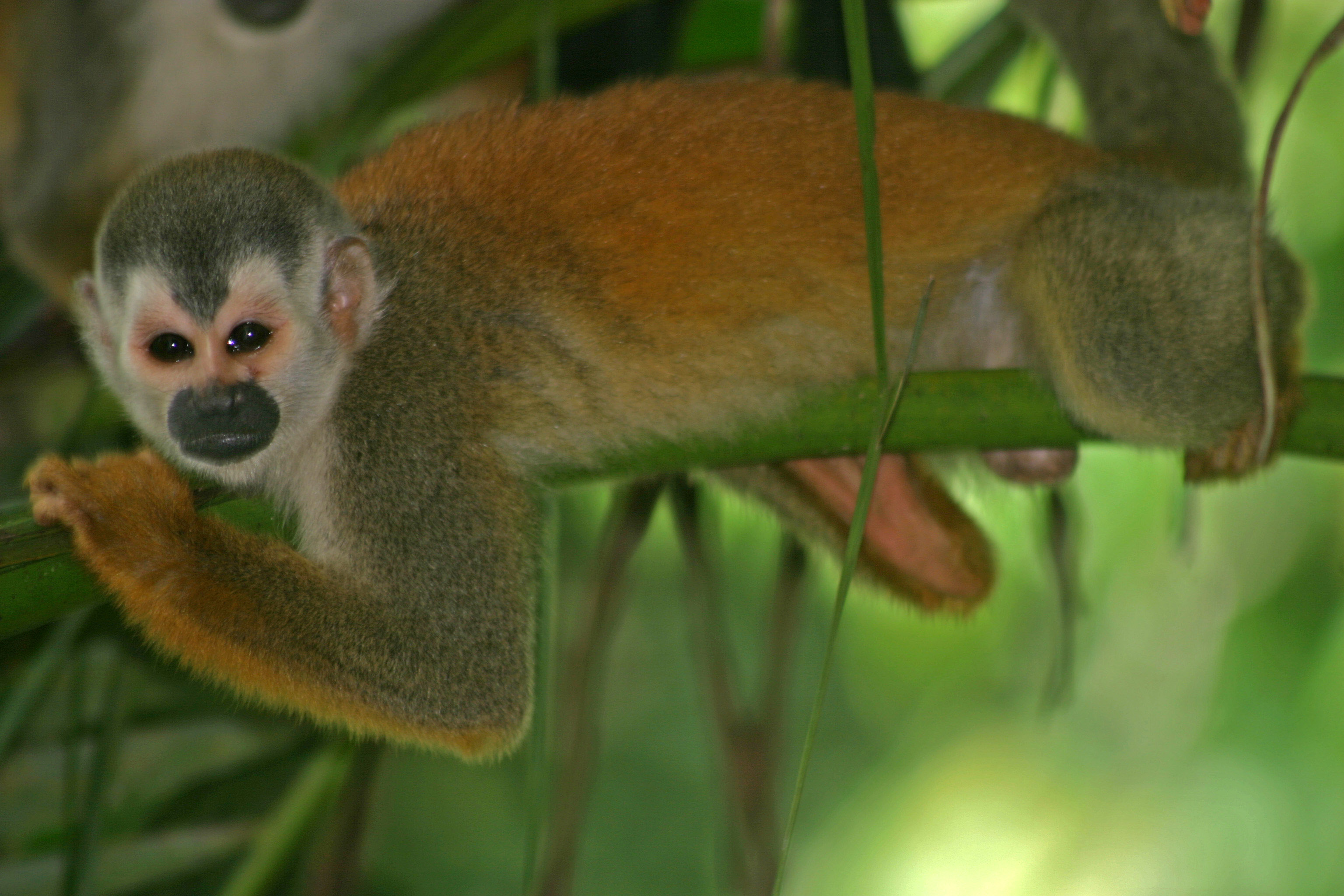
Geel doodshoofdaapje (Saimiri oerstedii)
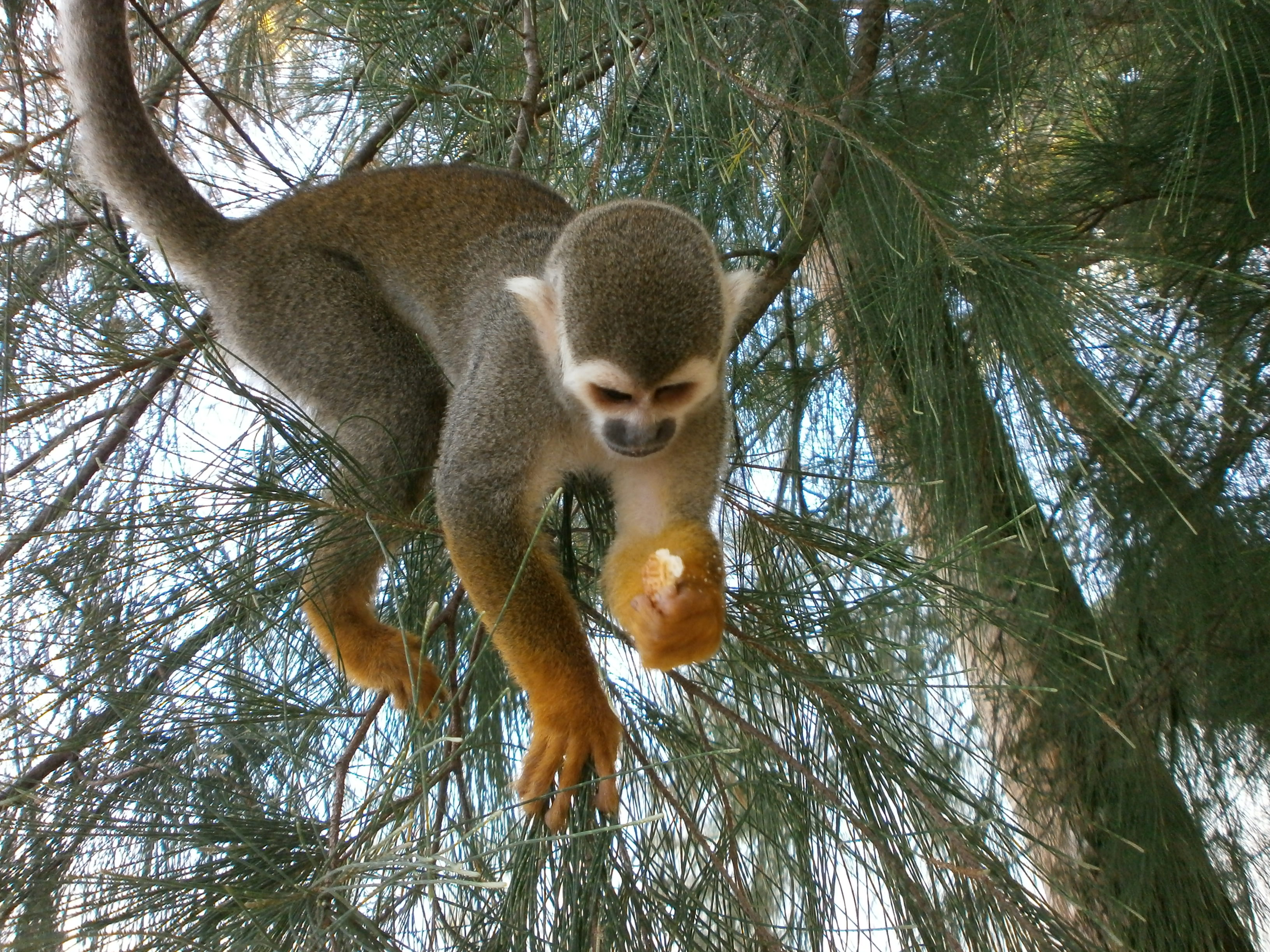
Grijsgroen doodshoofdaapje (Saimiri sciureus)
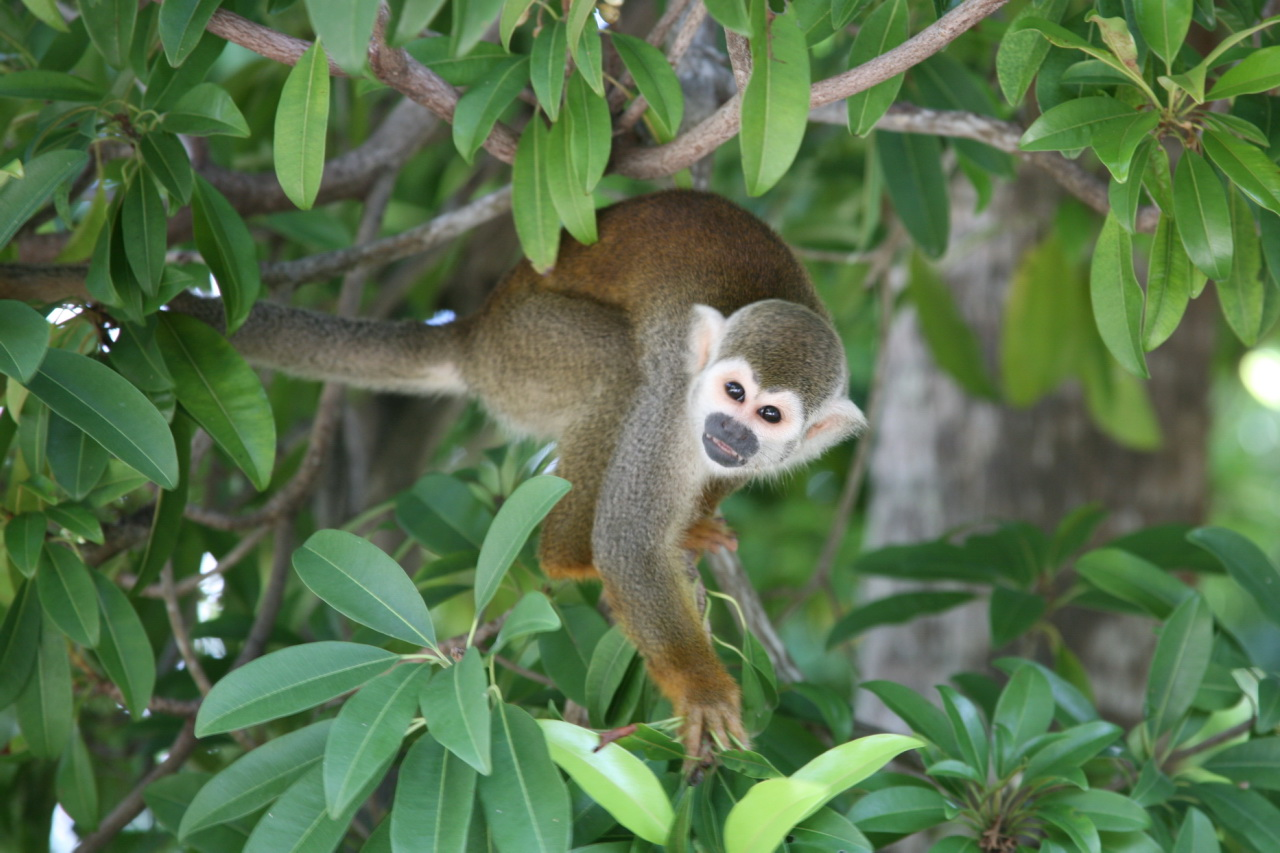
Goudrugdoodshoofdaapje (Saimiri ustus)
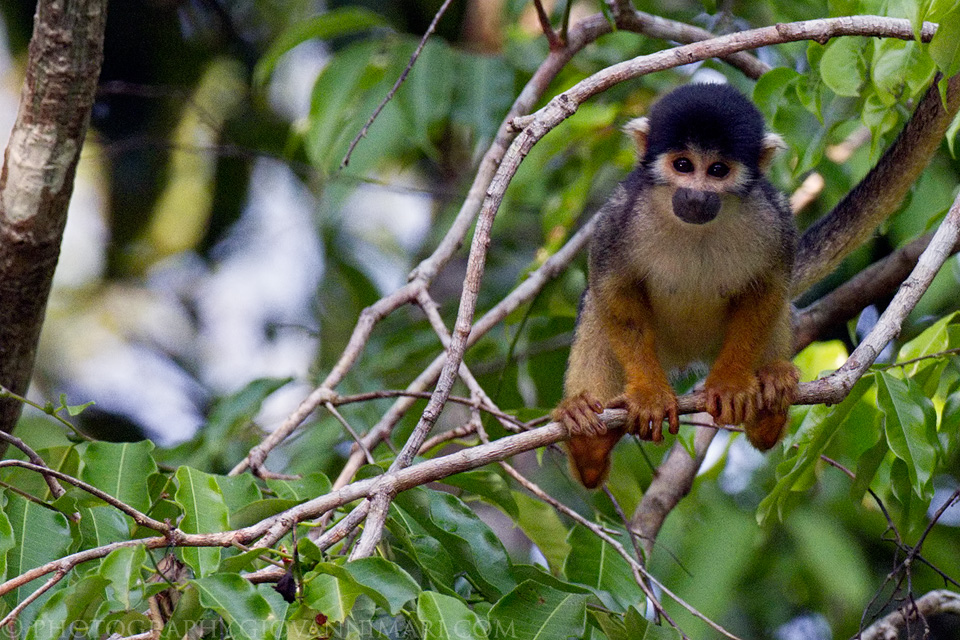
Zwart doodshoofdaapje (Saimiri vanzolinii)

## Trivia
- Een bekend doodshoofdaapje is meneer Nilsson, het aapje van Pippi Langkous.